# Finklham
Finklham ist eine Ortschaft in der Gemeinde Scharten im Bezirk Eferding im Hausruckviertel in Oberösterreich und eine Katastralgemeinde. Finklham hat 365 Einwohner (Stand 1. Jänner 2024).
Der Ort liegt auf einer Höhe von 289 m ü. A., rund neun Kilometer nordnordwestlich von Wels und fünf Kilometer nordöstlich von Bad Schallerbach. Im Westen der Ortschaft befindet sich eine Haltestelle der Aschacher Bahn und ebenfalls im Westen wird die Ortschaft von Süden Richtung Norden vom Innbach durchflossen.
Die Katastralgemeinde Finklham umfasst die Ortschaften Breitenaich, Zeinet, Roithen, Graben und Gronall. Am Rand der Ortschaft befindet sich ein Wildtiergehege.
Die Ortschaft Finklham lässt sich in vier Viertel unterteilen. Zum einen das zentrale Ortsgebiet, in dem man unter anderem das Gasthaus Bachleitner vorfinden kann. Das zweite Viertel streckt sich über den Norden von Finklham, hier befindet sich die bekannte „Finklhamer Mühle“. In Richtung Süden ist das dritte Viertel, wo auch die FF Finklham vorzufinden ist. Das letzte Viertel ist von allen abgetrennt, auf dem Hügel östlich des Zentrums, es wird im Ortsmund auch „Zillertal“ genannt.

## Geschichte
Das früheste Schriftzeugnis ist von 1130 und lautet „Vinkenheim“. Der Name geht auf mittelhochdeutsch vinke (Fink) zurück.